# Вальтер Фреліх
Вальтер Фреліх (Фрьоліхь) (нім. Walter Fröhlich; 5 серпня 1893, Берлін — 12 грудня 1969, Баден-Баден) — німецький військово-морський діяч, один з керівників морського будівництва, віце-адмірал-інженер крігсмаріне (1 квітня 1943).

## Біографія
1 жовтня 1912 року вступив на флот кандидатом на звання морського інженера. Учасник Першої світової війни, з 27 вересня 1916 року служив на легкому крейсері «Страсбург». У серпні 1917 року переведений в підводний флот, головний інженер підводного човна UB-94 (1 січня — 22 листопада 1918).
Після закінчення війни залишений на флоті. У 1919 році служив у морській бригаді. З 2 лютого 1921 року — ад'ютант військово-морського училища в Кілі-Віку. З 9 вересня 1922 по 30 вересня 1923 року — вахтовий інженер на лінійних кораблях «Сілезія» і «Шлезвіг-Гольштейн». З 29 вересня 1932 року — головний інженер лінійного корабля «Сілезія». 27 вересня 1934 року переведений в Морське керівництво (з 1935 року — ОКМ) референтом Військового відділу. З 25 вересня 1926 року — прапор-інженер в штабі командувача броненосцями.
8 вересня 1938 року очолив штаб інспекції морських машин. З 11 грудня 1937 року — прапор-інженер командування флоту. 8 січня 1941 року призначений начальником штабу випробувальної комісії кораблів нових конструкцій. З 29 березня 1943 року — інспектор корабельних машин. 14 липня 1945 року інтернований британською військовою владою. 28 грудня 1946 року звільнений.

## Нагороди
- Залізний хрест 2-го класу
- Нагрудний знак підводника (1918)
- Медаль «За вислугу років» (Пруссія) 2-го класу (12 років)
- Почесний хрест ветерана війни з мечами
- Медаль «За вислугу років у Вермахті»
  - 4-го, 3-го і 2-го класу (18 років; 2 жовтня 1936) — отримав 3 нагороди одночасно.
  - 1-го класу (25 років; 1 жовтня 1937)
- Медаль «У пам'ять 1 жовтня 1938»
- Застібка до Залізного хреста 2-го класу
- Залізний хрест 1-го класу